# Чокер
Чокер је уско приањајућа огрлица која се носи око врата. Чокери се израђују од различитих материјала, укључујући свилу, пластику, кожу, метал и слично.
Стилови чокер огрлице могу бити викторијански, винтиџ, отворени оковратник, готички, тетоважа стил и слично.
Чокер је кроз историју повезиван са високом модом, али у одређеним историјским периодима под одређеним околностима имао је и не тако лепо значење. 
Балерине и жене из високог друштва током 19. века су често носиле одређени стил овог накита, но, у исто време крајем 19. века танко парче црвене или црне тканине око врата, без претераних детаља било је повезивано са проституцијом, као што се може приметити на Манеовој слици Олимпија. Танки, црни плетени чокер је у доба депресије означавао тајни лезбијанизам.
У 19. веку је мода широких чокер достигла свој врхунац, делом захваљујући Краљици Александри од Данске, која је увек носила један не би ли покрила мали ожиљак на врату. Чокери су такође били популарни и током 20-их и 40-их година 20. века.

## Галерија
- Жена из народа арапахо, САД, 1898.
- Девојка из племена Падаунг са прстеновима, око врата. 1930-е